# Slavětice (Praha)
Slavětice byla od 13. do 16. století vesnice s tvrzí na území dnešního Klánovického lesa (Vidrholce) v Praze-Klánovicích, v místech dnešní hájovny Nové Dvory. Stopy tvrze jsou chráněny jako archeologická kulturní památka. Podle této vesnice se jmenuje hlavní ulice Klánovic Slavětínská.

## Historie
Archeologický výzkum z roku 1957 nasvědčoval vzniku tvrze na přelomu 12. a 13. století. Podle tabule naučné stezky je nejstarší dochovaná zmínka z roku 1227, kdy rod Hrabišických věnoval Slavětice klášteru na Zderaze v Praze. Podle územního pracoviště Národního památkového ústavu je nejstarší zmínka o vsi a dvoru z roku 1349. Klášter roku 1419 ves s tvrzí zastavil a po několika změnách majitelů je roku 1543 vyplatil zpět. Na místě dnešní hájovny Nové Dvory stávala tvrz s velkou okrouhlou věží. Z roku 1545 je dochována zmínka o samotné tvrzi bez vesnice, v roce 1586 je Slavětická tvrz uváděna jako pustá a z roku 1589 je poslední zmínka o věži této tvrze. Novější zmínky o Slavěticích se nedochovaly. V oblasti dnešního lesa zanikly v 16. a 17. století ještě vesnice Hol a Lhota nad Úvalem.
Jižně od vesnice byl na Blatovském potoce Slavětický rybník, největší z rybníků na území dnešního lesa. Byl zrušen až při stavbě železniční trati ve 40. letech 19. století. Jeho hráz je dodnes vidět z vlaku.
Oblast byla po zániku vesnic připojena k lichtensteinskému kolodějskému panství. Na místě tvrze byl postaven poplužní dvůr.
Tvrziště je v terénu patrné jihovýchodně od hájovny jako zhruba čtvercová vyvýšenina, na jejímž jižním okraji se nachází rybníček, snad pozůstatek vodního příkopu. Lokalita je porostlá smíšeným lesem. Archeologické stopy tvrze jsou od 26. května 2003 evidovanou kulturní památkou.